# Країна мрій (альбом)
Країна мрій — дебютний студійний альбом гурту Воплі Відоплясова. Пілотна CD-версія зміксована Сергієм Поповичем та надрукована в Австрії обмеженим накладом. 1997 року альбом був перевиданий масовим тиражем, проте з деякими змінами у порівнянні до першого випуску.

## Список композицій
| Видання 1994 року         | Видання 1994 року    | Видання 1994 року             | Видання 1994 року                                    | Видання 1994 року |
| #                         | Назва                | Автор слів                    | Автор музики                                         | Тривалість        |
| ------------------------- | -------------------- | ----------------------------- | ---------------------------------------------------- | ----------------- |
| 1.                        | «Кармен»             | Олег Скрипка                  | Юрій Здоренко                                        | 3:35              |
| 2.                        | «Машина»             | Олег Скрипка                  | Олег Скрипка                                         | 2:14              |
| 3.                        | «Я підійду»          | Олег Скрипка                  | Олег Скрипка, Юрій Здоренко                          | 2:15              |
| 4.                        | «Мусса»              | Олег Скрипка                  | Олександр Піпа, Юрій Здоренко                        | 2:15              |
| 5.                        | «Ты ушёл»            | Олег Овчар                    | Олег Скрипка                                         | 2:47              |
| 6.                        | «Знову зима»         | Олег Скрипка                  | Олег Скрипка                                         | 1:31              |
| 7.                        | «Галелуя»            | Олег Скрипка                  | Олег Скрипка                                         | 2:16              |
| 8.                        | «Alright»            | Олег Скрипка                  | Юрій Здоренко, Сергій Сахно                          | 2:30              |
| 9.                        | «Автострада у пекло» | Олег Скрипка                  | AC/DC                                                | 2:15              |
| 10.                       | «Танці»              | Олег Скрипка                  | Олег Скрипка                                         | 2:32              |
| 11.                       | «Легенда о любві»    |                               | Олег Скрипка, Юрій Здоренко                          | 1:42              |
| 12.                       | «Ліда»               | Юрій Здоренко                 | Олександр Піпа                                       | 1:16              |
| 13.                       | «Шалена зірка»       | Олег Скрипка                  | Олег Скрипка                                         | 2:51              |
| 14.                       | «Танго»              | Олег Скрипка                  |                                                      | 2:25              |
| 15.                       | «Веселковий твіст»   | Олег Скрипка                  | Юрій Здоренко                                        | 1:50              |
| 16.                       | «Зв'язок»            | Олег Скрипка                  | Юрій Здоренко                                        | 2:11              |
| 17.                       | «Колись»             | Олег Скрипка, Олег Литовченко | Юрій Здоренко, Олександр Піпа, Олександр Комісаренко | 2:49              |
| 18.                       | «Країна мрій»        | Олег Скрипка                  | Олег Скрипка                                         | 5:06              |
| Загальна тривалість 44:20 |                      |                               |                                                      |                   |

| Видання 1997 року         | Видання 1997 року     | Видання 1997 року |
| #                         | Назва                 | Тривалість        |
| ------------------------- | --------------------- | ----------------- |
| 1.                        | «Dancez»              | 2:20              |
| 2.                        | «Шалена зірка»        | 3:07              |
| 3.                        | «Машина»              | 2:16              |
| 4.                        | «Я підійду»           | 2:16              |
| 5.                        | «Кармен»              | 3:35              |
| 6.                        | «Зв'язок»             | 2:13              |
| 7.                        | «Легенда про кохання» | 1:44              |
| 8.                        | «Ліда, Ліда»          | 1:17              |
| 9.                        | «Веселковий твіст»    | 1:51              |
| 10.                       | «Знову зима»          | 1:31              |
| 11.                       | «Галелуя»             | 2:13              |
| 12.                       | «Ты ушёл»             | 2:47              |
| 13.                       | «Alright»             | 2:32              |
| 14.                       | «Галю, приходь»       | 2:18              |
| 15.                       | «Танго»               | 2:29              |
| 16.                       | «Колись»              | 2:50              |
| 17.                       | «Танці»               | 2:23              |
| 18.                       | «Країна мрій»         | 5:07              |
| Загальна тривалість 44:49 |                       |                   |